# ZTE
ZTE Corporation (dříve Zhong Xing Telecommunication Equipment Company Limited) je čínská společnost podnikající v oboru komunikačních technologií. Nabízí kompletní řešení infrastruktury pro kabelové i bezdrátové počítačové sítě, pevné či mobilní telefonní sítě, video konference, optický přenos signálů a podobně. Mimo to se zabývá i vývojem sítí nové generace (LTE) a stává se významným celosvětovým výrobcem mobilních telefonů. Celosvětově ZTE nyní patří 5. pozice největšího celosvětového dodavatele mobilních telefonů.

## Historie a současnost
Společnost byla založena roku 1985 a dnes patří k největším v Číně, její sídlo se nachází v Šen-čenu. V roce 2005 byla založena pobočka firmy v ČR a její pobočky jsou i v dalších zemích. V roce 2011 zaměstnávala ZTE okolo 70 000 lidí. Společnost ZTE zřídila několik výzkumných a vývojových pracovišť v Číně, USA, Francii, Švédsku, Indii a Pákistánu. ZTE spolupracuje s více než 500 operátory ve více než 120 zemích světa.
V České republice se společnost aktivně rozvíjí v segmentu mobilních telefonů od základní kategorie až po kategorii smartphonů. S jejími výrobky se můžete setkat např. v sítích mobilních operátorů O2 Czech Republic, Vodafone Czech Republic, nebo T-Mobile Czech Republic, kde nabízí telefony a modemy pod značkou ZTE nebo pod značkou daného operátora.
V posledním období [kdy?] ZTE sklízí úspěchy v prodejích smartphonů s operačním systémem Android, (např. ZTE Blade, ZTE Skate, ZTE Racer II), nově také nabízí telefon s operačním systémem Windows Mobile 7,5 ZTE Tania.